# نینجای بورلی هیلز
نینجای بورلی هیلز (به انگلیسی: Beverly Hills Ninja) یک فیلم کمدی رزمی آمریکایی به کارگردانی دنیس داگن و نویسندگی مارک فلدبرگ و میچ کلبانوف است که در سال ۱۹۹۷ منتشر شد. کریس فارلی، نیکولت شریدان، ناتانیل پارکر، کریس راک و رابین شو در این فیلم بازی می‌کنند. داستان اصلی حول محور، پسر یتیم سفیدپوستی است که توسط قبیله‌ای از نینجاها به عنوان یک نوزاد در صندوقچه گنج متروکه‌ای پیدا می‌شود و توسط آنها بزرگ می‌شود.
هارو (با بازی فارلی) هرگز با فرهنگ آنها مطابقت نمی‌کند و هرگز مهارت‌های یک نینجا را به دست نمی‌آورد، اما با این وجود خوش‌خلق است و در جاه‌طلبی‌های شخصی خود پایدار است. اولین مأموریت او او را به بورلی هیلز می‌آورد تا یک راز قتل را بررسی کند. این آخرین فیلم با بازی فارلی بود که در طول زندگی‌اش اکران شد، زیرا او یازده ماه پس از اکران درگذشت.

## داستان
قبیله‌ای از نینجاها در ژاپن یک صندوقچه رها شده را پیدا می‌کنند که در آن یک نوزاد پسر سفیدپوست به ساحل رفته است. یکی از افسانه‌های باستانی آنها از یک مرد سفیدپوست خارجی صحبت می‌کند که بین آنها می‌آید و استادی می‌شود که هیچ‌کس دیگری نمی‌تواند. هارو در میان نینجاها بزرگ می‌شود، با این انتظار که ممکن است استاد افسانه‌ای شود. همان‌طور که هارو در بزرگسالی رشد می‌کند، به سرعت در مورد این شک و تردید ایجاد می‌شود، زیرا او دست و پا چلفتی است و مهارت‌های نینجا خود را ندارد، و بنابراین او نمی‌تواند به عنوان یک نینجا در کلاس خود فارغ‌التحصیل شود. هارو که برای محافظت از معبد تنها می‌ماند در حالی که قبیله در حال انجام مأموریت هستند، وقتی یک زن آمریکایی به نام سالی جونز به معبد می‌آید و به دنبال کمک می‌رود، خود را به عنوان یک نینجا درمی‌آورد. او به هارو می‌گوید که به دوست پسرش، مارتین تانلی، مشکوک است و از او می‌خواهد که تحقیق کند. هارو متوجه می‌شود که تانلی و محافظش، نوبو، در یک تجارت جعل پول درگیر هستند، اما نمی‌توانند قبل از رفتن سالی، او را مطلع کنند. هارو ژاپن را ترک می‌کند و بعداً در جستجوی سالی به بورلی هیلز پرواز می‌کند. سنسی قبیله، برادرخوانده هارو، گوبی (با بازی رابین شو) را فرستاد تا مخفیانه از او در طول مأموریت مراقبت و محافظت کند.

## بازخوردها

### گیشه
این فیلم در اولین آخر هفته اکران خود با ۱۲٫۲۲۰٫۹۲۰ دلار در صدر باکس آفیس آمریکای شمالی قرار گرفت. در آمریکای شمالی ۳۱٫۴۸۰٫۴۱۸ دلار و در سایر مناطق به ۶٫۳۹۳٫۶۸۵ دلار رسید، که مجموعاً ۳۷٫۸۷۴٫۱۰۳ دلار در سرتاسر جهان فروش داشت.

### پاسخ انتقادی
نینجا بورلی هیلز به‌طور کلی نقدهای منفی دریافت کرد. در راتن تومیتوز این فیلم بر اساس نقدهای ۲۹ منتقد، ۱۴ درصد محبوبیت دارد. تماشاگران مورد نظر سینماسکور به فیلم نمره B+ در مقیاس A تا F دادند. در متاکریتیک دارای امتیاز ۲۷ از ۱۰۰ براساس رای ۱۱ منتقد است.